# 藤谷文子

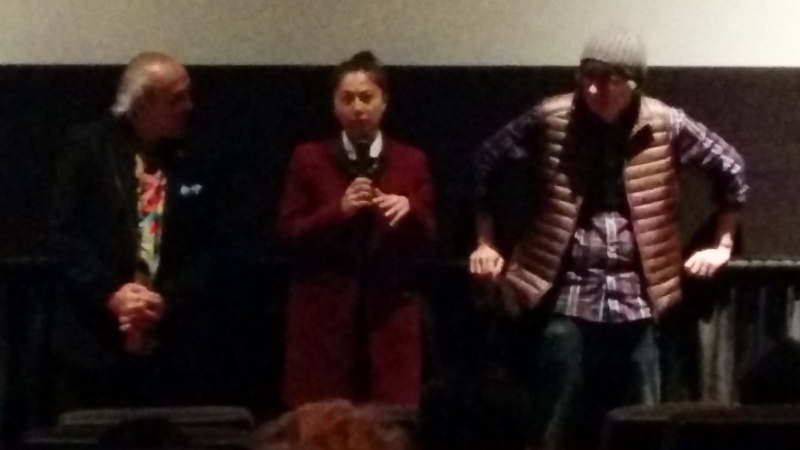
藤谷文子

藤谷 文子（ふじたに あやこ、1979年12月7日 - ）は、大阪府大阪市淀川区出身の女優、小説家、合気道家。実父はハリウッド俳優のスティーヴン・セガール。

## 略歴
1993年「三井のリハウス」のテレビCMの6代目リハウスガールとしてデビュー。
1995年、映画『ガメラ 大怪獣空中決戦』のヒロイン・草薙浅黄（くさなぎ あさぎ）役で映画デビュー。ガメラと唯一心の交信ができる少女を演じ、おおさか映画祭新人賞を受賞した。1996年公開の『ガメラ2 レギオン襲来』と1999年公開の『ガメラ3 邪神覚醒』でも同役を演じ、代表作となった。
2000年、自らの小説『逃避夢・焼け犬』を映画化した『式日』に主演。
2006年、資生堂の短編ドラマを演出、テレビ東京 Drama Factoryにて放送。
2010年、三木聡監督の『熱海の捜査官』で、初の連続ドラマに出演。
2015年、映画『複製された男』の脚本家で、プロデューサーのハヴィエル・グヨンと結婚。
2016年12月、第一子（長女）を出産。
2018年7月、第二子（次女）を出産。

## 人物
- 日本の合気会に合気道の修行に来ていたスティーヴン・セガールと、大阪市淀川区・十三にある合気道道場の娘・藤谷美也子との間に生まれる。モデル・映画俳優・映画監督の剣太郎セガールは実の兄。夫は映画脚本家、プロデューサーのJavier Gullón。

- 合気道を習っていたことから、武道のできる少女を募集していた映画「ポリス・ストーリー3」の公開記念イベント“アジアン・ビューティー・コンテスト”に応募し、審査員特別賞を受賞。三井不動産販売「三井のリハウス」6代目リハウスガール（キャンペーンガール）で注目を集める。

- ロサンゼルスと日本に拠点を構えて活動しており、宇宙作家クラブ会員で、中島らもが晩年に率いたバンドの1つ"FATHER'S GIRLS"のメンバーでもある。

## 出演

### 映画
- ガメラ 平成三部作 - 草薙浅黄 役
  - ガメラ 大怪獣空中決戦 （1995年）
  - ガメラ2 レギオン襲来 （1996年）
  - ガメラ3 邪神覚醒 （1999年）
- こんど逢うとき When we see again. （1996年）
- 沈黙の陰謀（1996年）- ウェズリー・マクラーレンのアシスタント 役※父スティーブン・セガールと親子共演
- MUSASHI・外伝／ヤングムサシの秘密に迫る （1996年）- さき 役
- まぐろのしっぽ （2000年、つんくタウン企画）
- クロスファイア （2000年）- 店員 役
- 式日 （2000年）- 主要キャスト/映画原作『逃避夢』の作者としてもクレジット
- STAY FREE （2002年）
- サンサーラ （2003年）
- 戦 IKUSA （2005年）
- キャプテントキオ （2007年）- 女王 役
- ドモ又の死 （2008年）
- TOKYO! 「インテリア・デザイン」（2008年） - ヒロコ 役
- YOSHIMOTO DIRECTOR'S 100 〜100人が映画撮りました〜「少林作家」
- 北のカナリアたち（2012年11月3日）- 結花の母 役
- マン・フロム・リノ（2014年）
- 風に立つライオン（2015年3月14日、東宝、三池崇史監督） - 児島聡子 役
- 東京カウボーイ（2024年6月7日） - ケイコ 役[1][2]

### テレビドラマ
- 古畑任三郎 第2シリーズ第2話「笑わない女」（1996年、フジテレビ） - 生徒・なぎさ 役
- 衛星ドラマ劇場 ビタミンF（2002年、NHK BS2） - 吉田・文恵 役（一人二役）
- ウルトラマンマックス 第11話「バラージの預言」（2005年、CBCテレビ） - 考古学者・坂田由里 役
- 熱海の捜査官（2010年、テレビ朝日） - 敷島澪 役
- FACE MAKER 第11話、第12話（2010年12月16日、12月23日、読売テレビ） - 椎名遥 役
- ザ・ラストシップ シーズン3 （2016年、ターナー・ネットワーク・テレビジョン） - キョウコ 役

### 舞台
- ハイキング フォー ヒューマンライフ （2005年）
- PORE （2006年）
- ザ・プラン9本公演 21st 功夫ジョン （2007年）
- 黒猫 （2008年）
- キミドリ （2010年）

### ネットドラマ
- 少女には向かない職業 第10話（2006年、GyaO） - 夏来 役
- モーツァルト・イン・ザ・ジャングル シーズン4（2018年、Amazonプライム・ビデオ）[3]

### テレビ番組

#### 現在のレギュラー(2020年8月現在)
- 町山智浩のアメリカの今を知るTV In Association With CNN(2018年4月7日-、BS朝日)

#### 過去の出演番組
- 見参!アルチュン （2001年4月16日 - 2002年3月25日、毎日放送）
- ライオンのごきげんよう （フジテレビ）
- 踊る!さんま御殿!! （日本テレビ）
- クイズ!紳助くん  (ABCテレビ)
- 美しきルネサンスの都に イタリア芸術とネオジャパネスクが競演! 表 博耀の華麗なる挑戦! （2007年1月2日、BS朝日）
- 中島らもの誰に言うでもない、さようなら (It's Only a Talkshow 3) （2005年3月、メディアファクトリー）
- ミシェル・ゴンドリー作品集『Michel Gondry 2: More Videos （Before and After DVD 1）』 Ayako's Story （2009年、ドキュメンタリー）
- 町山智浩のアメリカの“いま”を知るTV(♯1-3、♯6-13、♯17-20)(2016年9月13日-2018年3月13日、BS朝日）

### オリジナルビデオ
- ビーロボカブタック クリスマス大決戦!! (1997年、東映ビデオ) - サンタクロース 役

### DVD
- ウルトラマンマックス Vol.4「ココの目 物語を彩る女性たち」（2006年、バンダイビジュアル）

### CM
- 三井不動産販売「三井のリハウス」 （1993年 - 1994年）
- 南海電気鉄道「ラピート」 （1994年 - 1996年）
- 郵政省「郵便貯金」 （1994年 - 1996年）
- ハウス食品「つるるん小町」 （1995年）
- サンスター「Vo.5 シャンプー」 （1997年 - 1998年）
- 武田薬品工業「アリナミン」 （1997年） 父・セガールと共演
- CS放送「グリーンチャンネル」 （2000年）
- 資生堂「Q10AA」 （2005年） ナレーション
- ベル ジャポン株式会社「キリクリームチーズ」 （2014年-）

### ゲーム
- Perfect Circles （2016年）

### カメオ出演
- ガメラ:宇宙の守護神（1996年、ダークホースコミックス）
- 戦姫絶唱シンフォギアXD UNLIMITED（2020年、ブシモ）

共に「草薙浅黄」役として登場。

## 作品

### 著作
- 逃避夢/焼け犬 （2001年10月、講談社）
- うつしよ百記帖（Re:S連載)※単行本未収録

### 監督
- The Doors （2013年）
- Bow Wow Bow （2015年）

### 翻訳
- スティッチ　あるアーティストの傷の記憶（2013年11月、青土社）

### 映画脚本
- 東京カウボーイ （2024年）